# Оксидаза D-аминокислот
Оксидаза D-аминокислот (англ. D-amino-acid oxidase, DAO, DAAO) - фермент, окисляющий D-аминокислоты. DAAO обнаруживается в пероксисомах и представляет собой FAD-содержащий флавопротеин. 

## Роль в работе мозга
В головном мозге, DAAO окисляет D-серин, активатор глицинового сайта NMDA-рецептора. DAAO предположительно взаимодействует с белком G72, первоначально носившим название "активатор оксидазы d-аминокислот". В одном посмертном исследовании, в коре мозга больных шизофренией отмечена вдвое повышенная активность DAAO. Ген DAAO входит в число кандидатов на роль в развитии шизофрении, фермент вкупе с G72 может играть роль в патологических механизмах, описываемых глутаматной гипотезой заболевания.

## Внешние ссылки
- Оксидаза D-аминокислот Архивная копия от 27 сентября 2007 на Wayback Machine